# Egbesu Boys of Africa
Die Egbesu Boys of Africa sind im Nigerdelta militante Vereinigungen der Ijaw in den sechs Bundesstaaten Bayelsa, Rivers, Edo, Delta, Ondo und Akwa Ibom, die auch in Privatarmeen eingesetzt werden und religiös motiviert sind. Egbesu ist bei den Ijaw der Kriegsgott, aber auch der Gott der Wahrheit und Gerechtigkeit. Er bestimmt, wann ein Krieg gerechtfertigt ist und mit welchen Waffen er geführt wird, und kommuniziert über den Hauptpriester mit den Gläubigen. Ihre Waffen stammen überwiegend vom nigerianischen Militär. Sie
- entführen ausländische Ölarbeiter gegen Lösegeld,
- sabotieren Erdölinstallationen und
- attackieren die Strafverfolgungsbehörden.

## Kaiama-Erklärung
Ihr politisches Sprachrohr ist der Ijaw Youth Council (IYC), der sich am 11. Dezember 1998 mit der Kaiama-Erklärung formierte, in der
- unter Punkt 3 der sofortige Rückzug des Militärs aus dem Nigerdelta gefordert wurde und alle Erdölgesellschaften, die zu ihrem Schutz bewaffnete Kräfte der nigerianischen Regierung in Anspruch nehmen, als Feinde der Ijaw betrachtet werden, und
- man sich unter Punkt 6 mit allen Organisationen und Ethnien in Nigeria solidarisch erklärte, die für Selbstbestimmung und Gerechtigkeit kämpfen, insbesondere mit dem O’odua People’s Congress (OPC) und dem Movement for the Survival of the Ogoni People (MOSOP).

## Odi-Massaker
Anfang November 1999 wurden zwölf Polizisten getötet und der neu gewählte Präsident Olusegun Obasanjo setzte deshalb das Militär ein. Weil sich im Bundesstaat Bayelsa in der Stadt Odi mit etwa 15.000 Einwohnern Egbesu Boys versteckten, wurde am Wochenende 19./20. November 1999 beinahe die gesamte Stadt Odi zerstört und es gab viele Tote.